# 羅克哈芬 (加利福尼亞州弗雷斯諾縣)
羅克哈芬（英語：Rock Haven）是位於美國加利福尼亞州弗雷斯諾縣的一個非建制地區。該地的面積和人口皆未知。

## 地理
羅克哈芬的座標為37°07′33″N 119°19′09″W / 37.12583°N 119.31917°W，而該地的平均海拔高度為1760米（即5774英尺）。